# Michy Batshuayi
Michy Batshuayi Tunga (nascut el 2 d'octubre de 1993) és un futbolista professional belga que juga com a davanter al Fenerbahçe SK. És internacional amb la selecció belga.
Ha jugat entre d'altres al club francès Olympique de Marsella, al Chelsea FC de la Premier League i l'equip nacional belga.

## Palmarès
- 1 Premier League: 2016-17.